# Мирошин, Василий Герасимович
Василий Герасимович Мирошин (6 января 1949, Сявель, Рязанская область — 12 апреля 2020, Москва) — проповедник, пастор церкви, начальствующий Епископ ОЦХВЕ России.

## Биография
Василий Герасимович Мирошин родился 6 января 1949 года в деревне Сявель Шацкого района Рязанской области.
Рос в верующей семье, с середины 50-х годов его отец нёс пресвитерское служение в поместной церкви.
Получил красный диплом училища механизации, затем поступил индустриальный техникум в городе Орехово-Зуево Московской области. Стал регулярно посещать церковь, был отчислен из техникума из-за веры. Осенью 1968 года был призван на службу в Советскую армию, из-за отказа принять присягу служил в стройбате.
В 1970 году вернулся в Москву, устроился на работу водителем троллейбуса. В это же время примкнул к одной из групп Московской церкви Христиан веры евангельской, где несли своё служение В. В. Ряховский и С. Г. Костюк.
В 1974 году Мирошину было предложено организовать в церкви молодёжное служение. В январе 1979 был рукоположен на дьяконское служение. В 1984 году был рукоположен на пресвитерское служение. Рукоположение совершал В. И. Белых, который проездом был в Москве. В 1994 году был рукоположен на епископское служение. С этого времени он помогал старшему епископу С. Г. Костюку в надзоре и опеке над церквями в Московском регионе, а также продолжал нести пасторское служение в поместной церкви. В 2004 году стал старшим епископом Московского региона.
Впоследствии был избран заместителем начальствующего епископа ОЦХВЕ России. Позже стал 1-м заместителем Начальствующего епископа России С. С. Козицкого, в 2018 году был избран начальствующим епископом ОЦХВЕ России.
Скончался 12 апреля 2020 года.

## Семья
В июле 1978 года в Москве состоялось бракосочетание Василия Мирошина и Надежды Мирошиной (в девичестве Никитиной).
У Василия Мирошина осталось 7 детей.

## Галерея

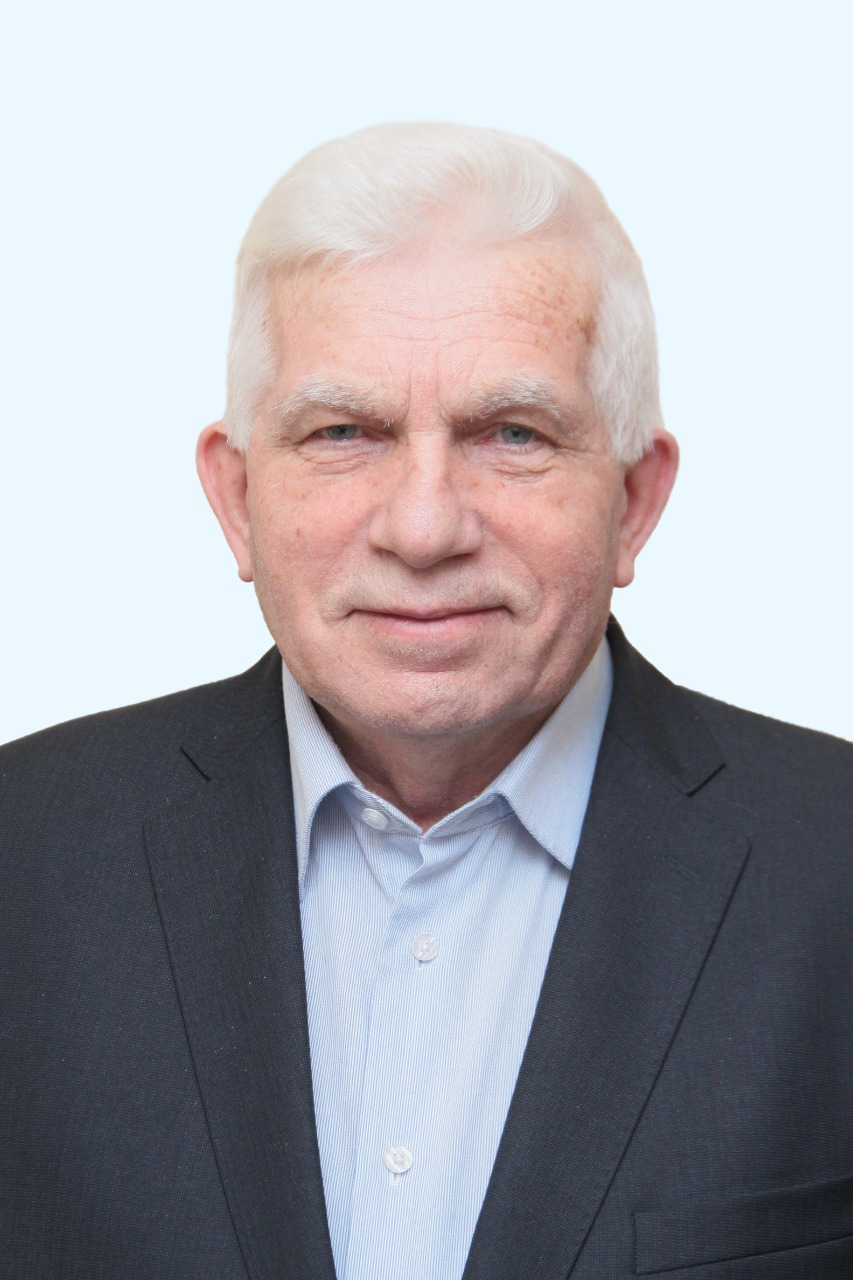
Василий Мирошин
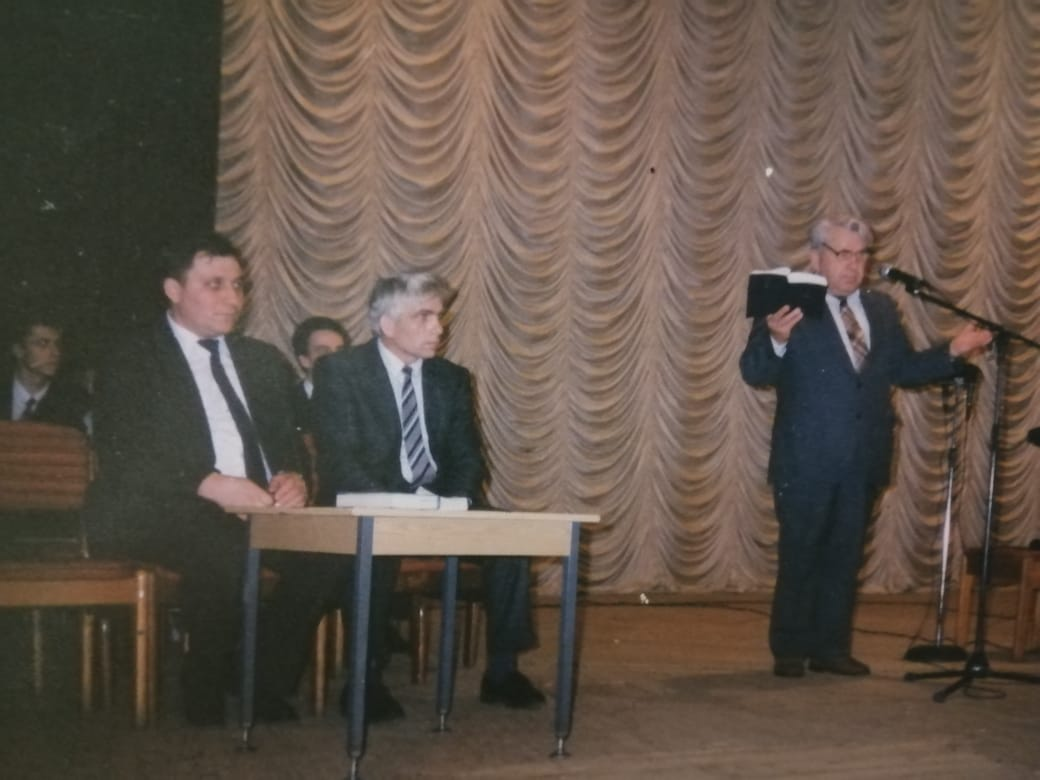
Пётр Белых, Василий Мирошин, Степан Костюк
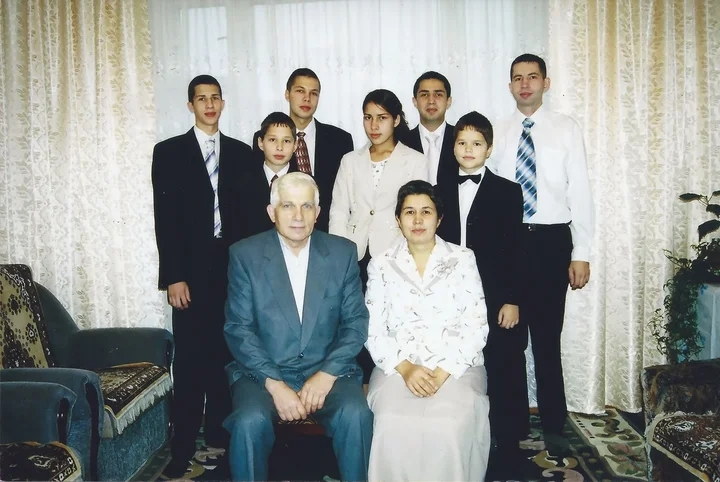
Семья Мирошиных
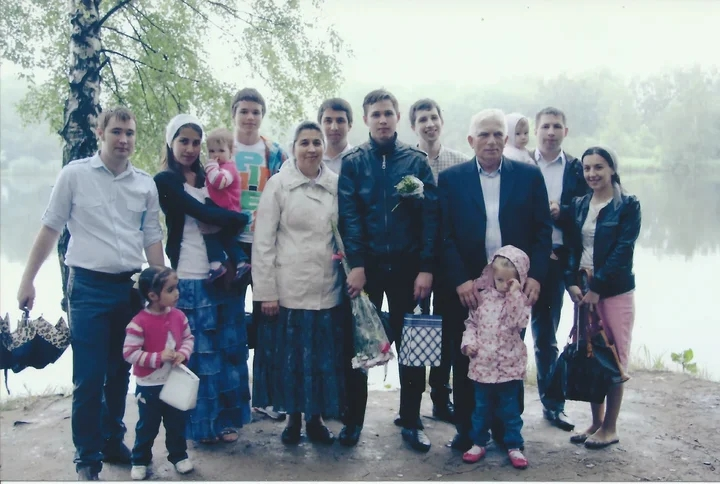
Семья Мирошиных
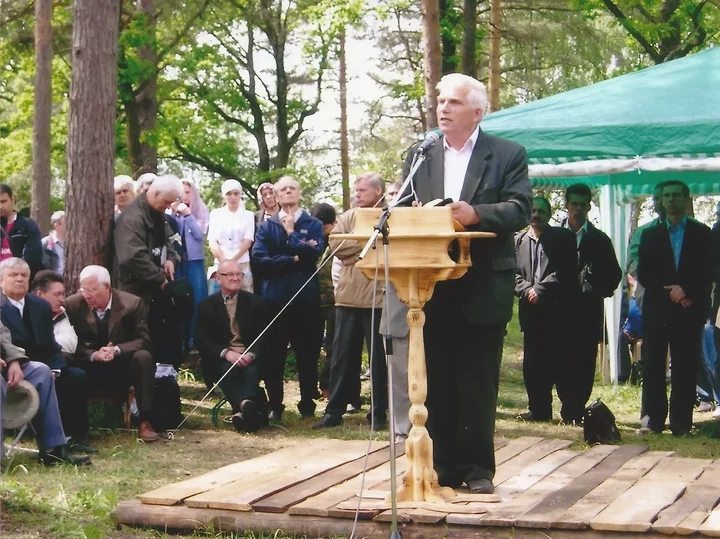
Василий Мирошин на служении в лесу

## Примечание
1. ↑  Мария Трухина, Василий Мирошин. Автобиографическое интервью (рус.) (12 апреля 2020).
2. ↑  Пламенеющий духом (продолжение) (рус.) // Евангелист : журнал. — Местная религиозная организация Христианского
миссионерского общества Христиан веры евангельской «Благовестник» города Краснодара, 2020. — 23 октября (№ 3(76)). — С. 14.
3. ↑  Интервью Василия Герасимовича Мирошина. Пламенеющий духом (рус.) // Евангелист : журнал. — Местная религиозная организация Христианского
миссионерского общества Христиан веры евангельской «Благовестник» города Краснодара . Свидетельство о регистрации: ПИ № 77-5322
от 22.09.2000 г., 2020. — 4 мая (№ 2(75)). — С. 10.
4. ↑  В память о Василии Герасимовиче Мирошине. «ОЦХВЕ России» (18 апреля 2020). Дата обращения: 2 декабря 2020. Архивировано 20 октября 2020 года.
5. ↑  Василий Герасимович Мирошин. Конференция Руководителей Молодёжи ОЦХВЕ России (рус.) (13 февраля 2016).
6. ↑  Мирошин Василий Герасимович. "Свидетельство воскресения" проповедь. (рус.).
7. ↑  Ушел в Вечность начальствующий епископ ОЦХВЕ. Protestant. Дата обращения: 2 декабря 2020. Архивировано 24 февраля 2021 года.
8. ↑  Траурное служение 21.04.2020, по случаю кончины В.Г.Мирошина (рус.) (24 апреля 2020).
9. ↑  РАМХВЕ. Соболезнования в связи с кончиной епископа В.Г.Мирошина (рус.).
10. ↑  РАМХВЕ. Трансляция прощального служения с Василием Мирошиным (рус.). Дата обращения: 2 декабря 2020. Архивировано 29 мая 2020 года.